# زیرواحد Gs آلفا
زیرواحد آلفای پروتئین Gs (انگلیسی: Gs alpha subunit) یک زیرواحد پروتئینی است که به خانوادهٔ جی‌پروتئین هتروتریمریک Gs تعلق دارد و از طریق تحریک آدنیلات سیکلاز مسیرهای پیام‌رسانی وابسته به آدنیلات سیکلاز را فعال می‌کند. مولکول Gsα یک آنزیم جی‌تی‌پی‌آز است و در نقش یک پروتئین سیگنال‌دهندهٔ سلولی ظاهر می‌شود.
وظیفهٔ کلی پروتئین‌های Gs فعال کردنِ مسیرهای ترارسانی پیام در پاسخ به تحریکِ گیرنده‌های جفت‌شونده با پروتئین جی (GPCRs) است. گیرنده‌های جفت‌شونده با پروتئین جی یک سامانهٔ سه‌تایی مشتکل بر «گیرنده-انتقال‌دهنده-عمل‌گر» هستند. نتیجهٔ نهایی تعاملات شیمیایی حاصل‌شده با این پروتئین تولید پروتئین کیناز آ است که اثرات سلولی خاصی دارد.